# Asterix en de koperen ketel
Asterix en de koperen ketel is uitgave nummer dertien uit de stripreeks Asterix uit 1969, geschreven door René Goscinny en getekend door Uderzo. De strip wordt voornamelijk uitgegeven door Dargaud.

## Verhaal
Moraalelastix, een opperhoofd van een ander Gallisch dorp gelegen ergens aan de kust, komt op bezoek in het dorp van Asterix. Hij vraagt de Galliërs om op een koperen ketel met sestertiën te passen.  Moraalelastix, wiens dorp handel drijft met de Romeinen en dus met de bezetter lijkt te collaboreren, wil daarmee de Romeinse belastingen ontduiken. Asterix wordt met de bewaking belast.
Tijdens het banket brengt Moraalelastix een maaltijd naar Asterix, en waarschuwt hem dat de Romeinen hem wel gevolgd kunnen zijn tot aan zijn dorp. Asterix belooft zich van zijn taak te kwijten en daarna het geld terug te brengen.
Na de eerste nacht gaat het echter al fout, want de ketel blijkt 's morgens leeg te zijn. De dorpelingen, allen in nachtkledij (behalve Obelix, die nog aan het eten was), doorzoeken het dorp (tot afgang van de haan, die nu geen reden meer heeft om 's ochtends te kraaien), echter zonder resultaat.  Asterix, die verantwoordelijk was voor het bewaken, wordt tot ieders verdriet uit het dorp verbannen en mag pas terugkeren als hij de ketel weer vol heeft met sestertiën. Samen met Obelix, die niet wil dat Asterix in zijn eentje verbannen wordt, en Idéfix, doorkruist hij Gallië.
Op hun tocht treffen ze de piraten, die op het nabijgelegen strand een restaurant begonnen zijn. Aanvankelijk denkt Asterix dat zij met de diefstal te maken hebben maar na de herberg (hun piratenschip aan land omgebouwd) kort en klein te hebben geslagen, is het duidelijk dat zij niet verantwoordelijk zijn. De piraten raken wel ontmoedigd en besluiten weer te gaan varen. Bij de Romeinen in Babaorum vangen ze ook bot, want de Romeinen hebben zelf al geruime tijd geen soldij gekregen. En wanneer ze denken dat de Galliërs hun soldij komen brengen in plaats van andersom, slaan de soldaten spontaan aan het muiten, waardoor Asterix en Obelix ook hier dan maar afdruipen. Verder ronddwalend pogen ze dan maar zelf de ketel weer te vullen, waarbij ze zich wagen aan het verkopen van everzwijnen (waar ze niet zo goed in zijn, want ze verkopen ver onder de prijs), deelnemen aan lokale gladiatorspelen (Obelix maakt er een eentonig schouwspel van en maakt alle Gladiatoren in; Asterix laat zich als gladiator aanstellen en bekampt de toeschouwers, die ook in worden gemaakt), spelen met het idee hun avonturen te verkopen als literatuur (onder de titel De avonturen van Obelix, de Galliër), kunstjes te doen met Idéfix (tot jolijt van de andere honden die zien hoe Obelix zich uitslooft om het Idéfix voor te doen), als figuranten op te treden in een Romeins theaterstuk (Obelix flapt er uit dat de Romeinen "rare jongens" zijn, waarop de lokale prefect in woede ontsteekt en het gezelschap een eenmalig optreden wacht voor de leeuwen), een lokale bank te overvallen en nog veel meer. Tot weinig bemoedigend resultaat.
Na al deze mislukte pogingen besluiten Asterix en Obelix een dan passerend Romeins belastingtransport te overvallen. Dit transport komt net van Moraalelastix' dorp. De overval slaagt (waarbij de belastingsontvanger roepend om een kwitantie verder met rust wordt gelaten), maar Asterix merkt iets vreemds aan het geld. Het ruikt naar ui. Hierdoor beseft hij hoe de vork in de steel zit.
Asterix en Obelix gaan met de volle ketel naar Moraalelastix en confronteren hem met hun ontdekking: de ketel die Moraalelastix aan Asterix had gegeven was eerder voor uiensoep gebruikt. Moraalelastix heeft zelf het geld gestolen omdat hij wist dat Asterix dan alles zou doen om de ketel weer te vullen. Door het belastingtransport te overvallen gebeurde dit ook, maar was het hetzelfde geld als in de ketel zat in plaats van Asterix' eigen inbreng. Zo zou Asterix Moraalelastix' belasting hebben betaald. Het komt tot een gevecht, waarbij de ketel per ongeluk van een klif wordt geduwd en naar de zee valt. Net op dat moment vaart het schip van de piraten onder de klif door en de ketel valt precies in hun schip. Voor een keer hebben de piraten eens geluk.
De verslagen Moraalelastix achterlatend keren Asterix en Obelix terug naar het dorp, waar het feestmaal op hen wacht.

## Personages
- Moraalelastix: een stamhoofd van het andere Gallische dorp. Zijn naam is een woordspeling op 'elastische moraal', een verwijzing naar de manier waarop het stamhoofd weinig scrupules heeft om te heulen met de Romeinen voor hun goederen aan de man te brengen maar tegelijk zich als Gallisch patriot voor te doen als het hem uitkomt.
- Eleonoradus: theatergoeroe
- Romeinse belastinginspecteur

## Achtergrond
- De piraten proberen in dit album een nieuw leven als restauranthouders. De piraat die altijd Latijnse spreuken spreekt zegt: Ubi solitudinem faciunt, pacem appellant wat vertaald wordt als: Waar ze een woestenij maken, noemen ze dat vrede. Dit is een onderdeel van een spreuk van Tacitus.
- Later komen de piraten weer per schip voorbij, waarbij ze voor het eerst geluk hebben. Het schip dat ze hier gebruiken wordt niet tot zinken gebracht en komt dan ook in het volgende album weer voor (en wordt qua vorm in de films steevast hergebruikt wanneer de klassieke piraten meedoen).
- Nadat Obelix alle gladiatoren heeft verslagen krijgt hij als prijs een aantal gouden beeldjes. Asterix antwoordt hierop: Dat duurt nog eeuwen voor deze wat waard zijn!
- Obelix stelt voor om geld te verdienen door hun avonturen op te schrijven, maar volgens Asterix levert dit te weinig geld op. In werkelijkheid heeft de Asterix-reeks Goscinny en Uderzo steenrijk gemaakt.
- Dit is een van de weinige verhalen waarin Asterix zijn zwaard gebruikt.
- De Romeinse belastinginspecteur is een karikatuur van de toenmalige Minister van Financiën in Frankrijk Valéry Giscard d'Estaing, die daadwerkelijk in dergelijke formuleringen sprak.
- De dorpsraad in het album omvat het stamhoofd, de dorpsoudste en de bard. Dit is gebaseerd op historische feiten die men heeft kunnen achterhalen. Dat Kakofonix een dergelijk aanzien heeft, terwijl hij zo weinig respectvol bejegend wordt op andere momenten, vormt een scherp contrast met de historische context, zeker wanneer de druïde de rol van de bard kan vervullen en het zeer uitzonderlijk was dat beiden binnen eenzelfde gemeenschap aanwezig waren. Om toch enige historische correctheid te geven werd gekozen Kakofonix en niet Panoramix hiervoor aan te stellen.
- De bank is een persiflage op onder meer Crédit Lyonnais. De wijze van overvallen is een zinspeling op onder meer Al Capone en John Dillinger.